# Zygmunt Chychła

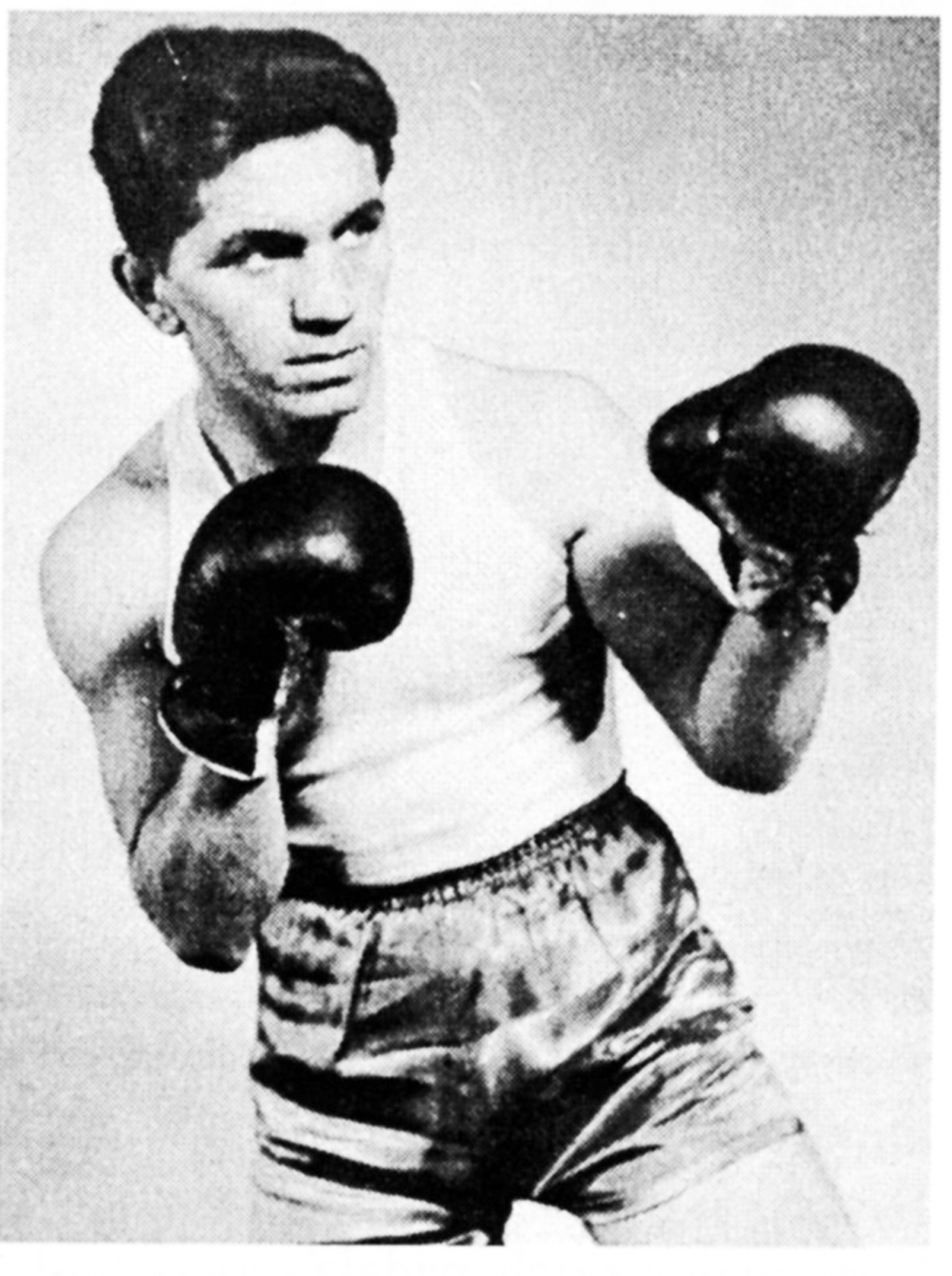
Zygmunt Chychła 1948

Zygmunt Chychła, deutsch Siegmund Chychla, (* 5. November 1926 in Danzig, Freistadt Danzig; † 22. September 2009 in Hamburg, Deutschland) war ein deutsch-polnischer Boxer kaschubischer Abstammung; von 1946 bis 1972 auch polnischer Staatsangehöriger. Er war polnischer Olympiasieger 1952 in Helsinki, Amateur-Europameister 1951 in Mailand und 1953 in Warschau, jeweils im Weltergewicht.

## Werdegang
Zygmunt Chychła begann mit dem Boxen 1937 bei dem polnischen Boxklub Gedania in Danzig. Sein erster Trainer war dort Bruno Karnath. Nach der deutschen Besetzung Danzigs 1939 boxte er beim Ordnungspolizei SV Danzig. Sein dortiger Trainer war H. Sommerfeld. Mit erst 16 Jahren startete er 1942 im Fliegengewicht bei der reichsdeutschen Jugendmeisterschaft in Breslau. Nach Siegen unter anderem über Pancek von Heros Hamburg verlor er erst im Finale knapp nach Punkten gegen den zwei Jahre älteren Gabratz (Kurhessen).
Als 17-Jähriger wurde er kurz vor Kriegsende zur deutschen Wehrmacht eingezogen. Nach Kriegsgefangenschaft in Frankreich konnte er Ende 1944 der polnischen Armee des Generals Anders in Italien beitreten, dessen zweiten Korps er bis 1946 angehörte. Dort wurde er im Leichtgewicht zweimal Box-Korpsmeister. Ende 1946 kehrte Chychla nach Danzig zurück und setzte seine Boxkarriere fort. Bei einer Größe von 1,70 Meter war er zu einem Weltergewichtler mit einem Körpergewicht von circa 67 Kilogramm herangewachsen. Schon bald fiel er dem polnischen Nationaltrainer Feliks (Felix) Stamm auf, der ihn 1947 in die polnische Nationalstaffel berief. Sogleich wurde Zygmunt Chychła zur Europameisterschaft in Dublin entsandt. Dort konnte er sich aber noch nicht im Vorderfeld platzieren. Sein erster Einsatz in einem Länderkampf fand am 12. Oktober 1947 in Warschau statt. Er traf dabei auf den mehrfachen sowjetischen Meister Sergei Tscherbakow, dem er nach ausgeglichenem Kampf mit 1:2 nach Punkten unterlag.
1948 wurde Zygmunt Chychła erstmals polnischer Meister im Weltergewicht. Im selben Jahr nahm er in London an den ersten Olympischen Spielen der Nachkriegszeit teil. Nach Siegen über Fred Wijngaard (Niederlande) und im Achtelfinale über Alexander Obeyesekere (Ceylon) durch K. o. in der zweiten Runde verlor er im Viertelfinale gegen den Italiener Alessandro d'Ottavio nach Punkten und blieb so ohne Medaille. 1949 wiederholte Zygmunt Chychła seinen Titelgewinn bei der polnischen Meisterschaft. Bei der anschließenden Europameisterschaft in Oslo war er verletzungsbedingt aber nicht am Start. 1950 gewann Chychla seinen dritten polnischen Meistertitel. 1951 nahm er an der Europameisterschaft in Mailand teil. Mit 24 Jahren war er auf dem Höhepunkt seines Könnens angelangt. In Mailand gewann er im Achtelfinale gegen Fritz Biehler aus der Bundesrepublik Deutschland (3:0), im Viertelfinale gegen Pierre Wouters aus Belgien mit demselben Ergebnis, im Halbfinale gegen Gert Strahle aus Schweden (Aufgabe durch technischen K. o.), im Finale gegen Hans Kohlegger aus Österreich (3:0) und wurde Europameister.
1952 holte Zygmunt Chychła zum vierten Mal die polnische Meisterschaft im Weltergewicht. Mit viel Selbstvertrauen fuhr er daraufhin zu den Olympischen Spielen nach Helsinki. Von Feliks Stamm hervorragend vorbereitet und eingestellt, besiegte er dort Pierre Wouters und José Luis Davalos aus Mexiko sicher nach Punkten. Im Viertelfinale und im Halbfinale wurden ihm jeweils Punktsiege mit 2:1-Richterstimmen über den amtierenden Olympiasieger und Europameister Július Torma aus der Tschechoslowakei und Günther Heidemann aus der BRD zugesprochen. Im Finale besiegte er Sergei Tscherbakow aber wieder klar mit 3:0-Richterstimmen und wurde damit Olympiasieger.
1953 fand die Europameisterschaft der Amateurboxer in Warschau statt. Chychla war dort erneut am Start und wurde mit Siegen über Renzo Ruggeri (Italien), Günther Heidemann, Nicolae Linca (Rumänien) und Sergei Tscherbakow zum zweiten Mal Europameister.
Nachdem er von 1948 bis zur Europameisterschaft in Warschau ohne Niederlage geblieben war, beendete er seine Laufbahn als aktiver Boxer. Er hatte 264 Kämpfe bestritten und dabei 237 Siege erzielt. 1951 und 1952 wurde er zum polnischen Sportler des Jahres gewählt. Er absolvierte eine Trainerausbildung und war anschließend neben seiner Tätigkeit bei den polnischen Staatsbahnen als Trainer in Danzig tätig. Die politische „Tauwetterperiode“ im kommunistischen Polen ermöglichte es Zygmunt Chychła 1957, bei den zuständigen Behörden einen Ausreiseantrag in die Bundesrepublik Deutschland im Rahmen der Familienzusammenführung zu stellen. Von diesem Zeitpunkt an durfte er nur noch kleinere und unbedeutende Klubs in der Umgebung von Danzig trainieren und wurde von polnischen Sicherheitsorganen schikaniert. Für die Genehmigung der Ausreise ließen sich die polnischen Behörden 15 Jahre Zeit, ehe Zygmunt Chychła nach Aberkennung der polnischen Staatsbürgerschaft Ende 1972 mit seiner Frau und seinen drei Söhnen in die Bundesrepublik Deutschland umsiedeln durfte. Dort wurde er in Hamburg ansässig. Dass er in seiner Geburtsstadt nicht vergessen worden ist, zeigte sich nach den demokratischen Reformen in Polen, als die Stadt Danzig ihm 2003 die Ehrenbürgerschaft verlieh. Seit 2010 wird alljährlich in der Danziger Altstadt ein „Internationales Zygmunt-Chychla-Boxturnier“ ausgetragen. Seine letzte Ruhestätte befindet sich auf dem Nienstedtener Friedhof in Hamburg.

## Länderkämpfe Zygmunt Chychłas
- 1947 in Warschau, Polen gegen Sowjetunion, Punktniederlage gegen Sergei Tscherbakow,
- 1947 in Prag, Tschechoslowakei gegen Polen, Punktsieger über Oldrich Koudela,
- 1947 in Poznań, Polen gegen Ungarn, Punktniederlage gegen Jozsef Marton,
- 1948 in Budapest, Ungarn gegen Polen, Punktsieger über Gustav Bene,
- 1948 in Poznań, Polen gegen Tschechoslowakei, Punktsieger über Vojtech Krocak,
- 1949 in Wrocław, Polen gegen Ungarn, Punktsieger über Laszlo Zahorsky,
- 1949 in Gottwaldov, Tschechoslowakei gegen Polen, Abbruch-Sieger in der 2. Runde über Karel Blesak,
- 1949 in Helsinki, Finnland gegen Polen, Punktsieger über Klaus Tiljander,
- 1950 in Wrocław, Polen gegen Finnland, Punktsieger über Mauno Laine,
- 1950 in Budapest, Ungarn gegen Polen, Punktsieger über Pál Budai,
- 1950 in Łódź, Polen gegen Tschechoslowakei, Punktsieger über Oldrich Koudela,
- 1952 in Poznań, Polen gegen Ungarn, Punktsieger über Laszlo Zahorsky,
- 1952 in Moskau, Polen gegen DDR, Punktsieger über Josef Kachorowski,
- 1952 in Moskau, Polen gegen Tschechoslowakei, Punktsieger über Frantisek Capl,
- 1952 in Helsinki, Polen gegen Finnland, Punktsieger über Pentti Kuntola